# Iran na Zimowych Igrzyskach Olimpijskich 2022
Iran na Zimowych Igrzyskach Olimpijskich 2022 – występ kadry sportowców reprezentujących Iran na igrzyskach olimpijskich, które odbyły się w Pekinie, w Chińskiej Republice Ludowej, w dniach 4-20 lutego 2022 roku.
Reprezentacja Iranu liczyła troje zawodników – jedną kobietę i dwóch mężczyzn.
Był to dwunasty start Iranu na zimowych igrzyskach olimpijskich.

## Doping
Irański narciarz alpejski Hossein Saveh Shemshaki został wykluczony z igrzysk z powodu pozytywnego wyniku testu antydopingowego. Był pierwszym sportowcem na tych igrzyskach, w którego organizmie wykryto niedozwoloną substancję.

## Reprezentanci

### Biegi narciarskie
| Zawodnik               | Konkurencja                | Kwalifikacje | Kwalifikacje | Ćwierćfinały | Ćwierćfinały | Półfinały | Półfinały | Finał   | Finał   | Finał   | Źródło |
| Zawodnik               | Konkurencja                | Czas         | Miejsce      | Czas         | Miejsce      | Czas      | Miejsce   | Czas    | Strata  | Miejsce | Źródło |
| ---------------------- | -------------------------- | ------------ | ------------ | ------------ | ------------ | --------- | --------- | ------- | ------- | ------- | ------ |
| Danyal Saveh Shemshaki | bieg indywidualny mężczyzn | —            | —            | —            | —            | —         | —         | 47:26,0 | +9:31,2 | 84.     | [ 2 ]  |

### Narciarstwo alpejskie
| Zawodnik                | Konkurencja   | 1 przejazd | 1 przejazd | 2 przejazd | 2 przejazd | Łącznie | Łącznie | Źródło      |
| Zawodnik                | Konkurencja   | Czas       | Pozycja    | Czas       | Pozycja    | Czas    | Pozycja | Źródło      |
| ----------------------- | ------------- | ---------- | ---------- | ---------- | ---------- | ------- | ------- | ----------- |
| Atefeh Ahmadi           | slalom kobiet | 1:11,88    | 57.        | DNF        | DNF        | DNF     | DNF     | [ 3 ]       |
| Hossein Saveh Shemshaki | DSQ           | DSQ        | DSQ        | DSQ        | DSQ        | DSQ     | DSQ     | [ 1 ] [ 4 ] |